# Stenichneumon affinis
Stenichneumon affinis là một loài tò vò trong họ Ichneumonidae.